# Theodorus Buunk
Theodorus Buunk (7 ottobre 1916 – ...) è stato un poliziotto olandese, deportato nei campi di concentramento per aver rifiutato, assieme ai suoi colleghi, di arrestare sette ebrei anziani.

## Biografia
Il 9 marzo 1943 Theodorus Buunk e i colleghi Dirk Boonstra, Jan Deddens, Klaas Berga, Tönnis Bulthuis, Tjerk van der Hauw, Geert Holvast, Roelf Mulder, Willem Vlijm e Jan Elzinga vennero incaricati di arrestare sette ebrei anziani e deportarli nel campo di concentramento di Westerbork, ma rifiutarono di eseguire tale ordine. Due giorni dopo vennero dapprima convocati dal comandante distrettuale e successivamente rimproverati dal comandante regionale di Groninga. Entrambi cercarono di convincerli ad eseguire l'ordine ma i poliziotti rifiutarono nuovamente . I poliziotti vennero deportati nel Campo di concentramento di Herzogenbusch. Theodorus, dopo aver trascorso 18 mesi nel campo, venne rilasciato nell'agosto del 1944. Il 14 novembre del 1988 ricevette la nomina a Giusto tra le nazioni.